# Rasmus P. Nielsen
Rasmus Peter Nielsen (født 12. maj 1871 i Hjembæk, død 1936) var en dansk redaktør og biblioteksorganisator.

## Uddannelse og erhverv
Rasmus P. Nielsen havde præliminæreksamen, var elev på handelsskole og derefter elev på   Vallekilde og  Askov højskoler. Han blev ansat som redaktionssekretær og bogholder ved Holbæk Amts Dagblad i 1893. 1897-1916 var han redaktør af først Randers Venstreblad og derefter af Holbæk Amts Dagblad. Ved sammenlægningen af Holbæk Amts Dagblad og Holbæk-Posten 1916 blev han redaktør af den nye avis Holbæk Amtstidende. Hans interesse for sociale forhold gjorde ham i 1925 til medlem af Socialministeriets Arbejdskommission.

## Arbejdet for bibliotekssagen
Rasmus P. Nielsen havde bl.a. fra sine højskoleophold fået interesse for folkeoplysning, og han kastede sig omkring århundredeskiftet med stor energi ind i arbejdet i bogsamlingsbevægelsen. Han var initiativtager til oprettelsen af Holbæk Amts Folkebogsamling 1902, og formand for biblioteket indtil 1928. Folkebogsamlingen skulle være ”en for by og amt fælles bogsamling”, som skulle understøtte områdets sognebiblioteker og læseforeninger. Rasmus P. Nielsen var medstifter af Danmarks Folkebogsamlinger 1905, og stærkt engageret i foreningens arbejde som medlem af hovedbestyrelse, forretningsudvalg og som kasserer.. Han fortsatte i bestyrelsen indtil 1928, også efter sammenlægningen til Danmarks Biblioteksforening, hvor han var sekretær 1922-28.
Rasmus P. Nielsen blev medlem af Statens Bogsamlingskomité i 1918, hvor han afløste  Jens Bjerre. Han deltog også i det lovforberedende arbejde til  den første bibliotekslov i 1920. Fra 1920 var han en af Danmarks Biblioteksforenings tre repræsentanter i Biblioteksrådet.

## Striden om bibliotekernes udvikling-
Omkring 1916 opstod der blandt bogsamlingsbevægelsens folk en strid om bibliotekerne udvikling. Den dominerende fløj omkring Andreas  Schack Steenberg og Thomas Døssing fra Statens Bogsamlingskomité var tilhængere af en professionalisering af bibliotekerne, hvorefter de skulle drives af faguddannet personale og udvikle sig efter en samlet plan. I modsætning hertil stod Rasmus P. Nielsen fast forankret i den fløj, der agiterede for det filantropiske kaldsarbejde i bogsamlingerne med vægt på den folkelige skønlitteratur. Rasmus P. Nielsen afviste hverken bogsamlingernes oplysningspotentiale eller den statslige støtte, men han byggede på et grundtvigiansk syn på begrebet folk, som han så i modsætning til akademikere og staten. Samtidig var han fortaler for, at arbejdet i bibliotekerne skulle være frivilligt, fordi de folk, der tog del i biblioteksarbejdet, levede midt i befolkningen og derfor forstod dem bedre end de bibliotekarer, som levede mere blandt bøger end blandt mennesker. 
Efter vedtagelsen af biblioteksloven i 1920 voksede modsætningsforholdet til især Thomas Døssing, som var blevet udpeget som direktør for Statens Bibliotekstilsyn. De to fløje kaldte hinanden henholdsvis ”de gamle” og ”preusserne”. Ingen af begreberne var positivt ment.
I februar 1928 skrev Rasmus P. Nielsen i Sorø Amtstidende en lille fortælling ”For hele Folket”, som derefter rundsendtes til Venstrepressen. Artiklen var en fortælling om en gammel syg kone, som gerne ville læse en god bog fra biblioteket, men som ikke kunne få, hvad hun ønskede sig, på grund af Bibliotekstilsynets retningslinjer for bogvalg  Thomas Døssing imødegik artiklen med indlægget ”En Haan mod hele Folket”, hvor han argumenterede for, at der på Bibliotekstilsynets anbefalende lister fandtes mange gode folkelige forfattere. 

## Desavouering af Rasmus P. Nielsen
Rasmus P. Nielsens artikel førte til en stor debat blandt biblioteksfolk, hvor Rasmus P. Nielsen krævede Thomas Døssings afgang som biblioteksdirektør. På Biblioteksmødet i Danmarks Biblioteksforening i Hjørring i august 1928 kom det til et åbent brud mellem de to fløje. Den moderne fløj sejrede, idet et mistillidsvotum til Rasmus P. Nielsen blev vedtaget af mødets ca. 150 deltagere. Kun fire deltagere stemte imod. Venstrepressen mente dog, at ”funktionærerne” havde vundet over ”befolkningen”.
Desavoueringen af Rasmus P. Nielsen førte til, at han 1928 trak sig fra sin sekretærfunktion i Danmarks Biblioteksforening. I 1929 trak han sig også fra posten i Biblioteksrådet, hvor han siden 1920 havde været en af foreningens tre repræsentanter. Det skete efter, at han i Biblioteksrådet havde fremsat et mindretalsforslag Udkast til Bogsamlingslov, hvori han fortsat vedkendte sig sit idégrundlag.